# デニス・アオゴ
デニス・アオゴ（Dennis Aogo, 1987年1月14日 - ）は、西ドイツ（現ドイツ）・カールスルーエ出身の元サッカー選手。元ドイツ代表。現役時代のポジションはディフェンダー、ミッドフィールダー。ナイジェリアにルーツを持つ。

## クラブ経歴
ナイジェリア人の父とドイツ人の母の下でカールスルーエの南西郊外にあるオーバーロイトに生まれたアオゴは、地元のBulacher SCでキャリアを始め、7歳の時にカールスルーエSCの下部組織に入団した。また、U-15とU-17時代はカールスルーエでの訓練と平行して度々FV Grünwinkelの訓練を受けていた。2000年になると両親が離婚したことで父と共にブルッフザールへ移住するため、カールスルーエを去りSVヴァルトホーフ・マンハイムに参加し、2002年の15歳の時にSCフライブルクの下部組織に入団した。17歳の時に同クラブのトップチームに昇格を果たし、2004年10月23日のハンブルガーSV戦でブンデスリーガ初出場を飾って以降、すぐさまセントラルMFのレギュラーを獲得した。
2008-09シーズン開幕前の2008年6月18日に移籍金150万ユーロで同国1部のハンブルガーSVと4年契約を締結。10月26日のTSG1899ホッフェンハイム戦で初出場を飾り、次節ではマルセル・ヤンセンとティモシー・アトゥバが負傷により先発出場した。以降は左SBを主戦場として定期的に先発に名を連ね、UEFAカップ 2008-09とUEFAヨーロッパリーグ 2009-10でチームの準決勝進出に貢献。2011年10月25日にDFBポカール2回戦のSVアイントラハト・トリーア戦（2-1）で移籍後初得点を記録した。
2012-13シーズンでは、開幕前にダヴィド・ヤロリームとパオロ・ゲレーロがそれぞれフランスとブラジルへ去ったことで最古参の選手となったアオゴは、トルステン・フィンク（en）監督から選手協議会に選出された。2013年1月27日のヴェルダー・ブレーメン戦（3-2）でリーグ初得点を挙げた。2013年8月17日のホッフェンハイム戦（1-5）で大敗後にフィンク監督からチームに対して2日間の休暇を与えられると、アオゴは同僚のトマス・リンコンと共にマヨルカ島へ小旅行した。しかし、大敗後にパーティーを楽しむための島へと向かったことがプロ意識の欠如と見なされ、次節ヘルタ・ベルリン戦の遠征メンバーから外される罰則が言い渡された。その後、フィンク監督は再びアオゴを練習復帰させるとの発言をしていたものの、給料削減を模索するチーム事情やヘルタ戦前に負傷したヤンセンの代役を務めたジギン・ラム（en）が穴を埋めるプレーを見せたことで構想外となり、2013年8月28日、負傷したセアド・コラシナツの代役としてシャルケ04にシーズン終了までのレンタル移籍（完全移籍のオプション付）をした。2017年5月11日、シャルケ04との契約満了により6月末で退団することを発表した。
2017年8月9日、VfBシュトゥットガルトへフリーで移籍。契約期間は2019年6月までの2年間。2019年6月11日、契約満了によりシュトゥットガルトを退団すると発表。
2019年9月3日、ハノーファー96へ移籍。
2020年8月、自身のSNSサイトで現役引退を表明した。

## 代表経歴

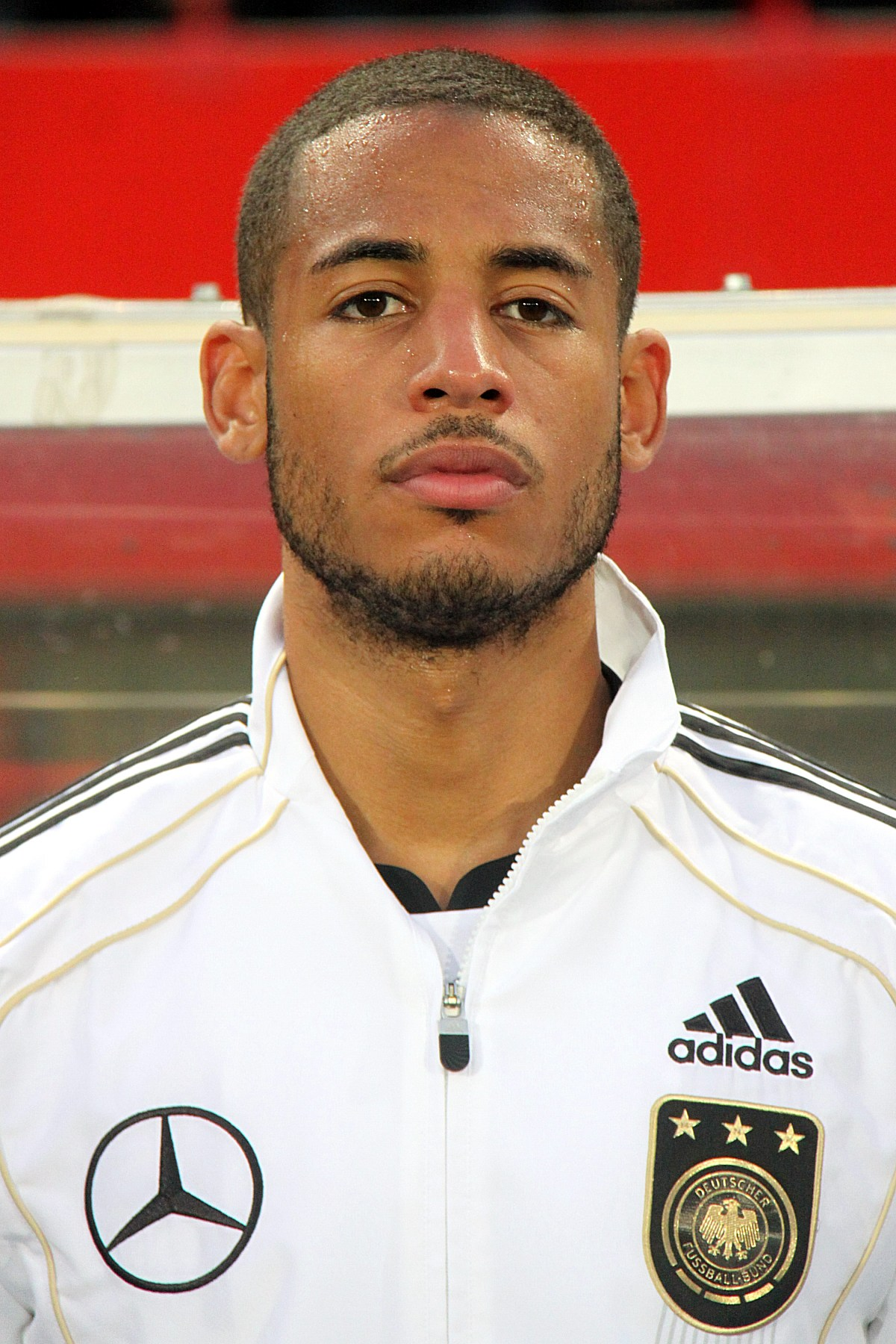
ドイツ代表でのアオゴ（2011年）

ドイツU-21代表としては2007年3月23日のU-21オーストリア戦で初出場を飾り、その後、ホルスト・ルベッシュ監督の下でメスト・エジルやマルコ・マリンらと共にUEFA U-21欧州選手権2009優勝に貢献。決勝のU-21イングランド戦では試合終了残り7分から途中出場している。
世代別代表でプレーしたことで当時のFIFAの規約により、自身のルーツであるナイジェリア代表の可能性が消滅した。しかし、後にFIFAは代表変更の年齢制限を撤廃したことにより、ナイジェリア代表の可能性が再浮上したことで注目を集めていたものの、アオゴ自身はナイジェリアサッカー協会の招待を幾度も拒否してドイツA代表でプレーしたいとの願望を表明した。それでも諦められなかったナイジェリア代表のシャイブ・アモドゥ（en）監督から直接会談を持ち掛けられたが、意思は揺らぐことはなく、2010年1月21日にはヨアヒム・レーヴ監督によって2010 FIFAワールドカップへ向けたパフォーマンステストに招集され、5月6日に暫定27名の1人としてA代表未経験ながらも選出された。5月13日にマルタとの親善試合で同僚のDFジェローム・ボアテングに代わって73分からドイツ代表初出場を飾って以降、力を示すことに成功し、最終23名の一員に選出された。本大会ではホルガー・バトシュトゥバーとボアテングの存在からなかなか出場が訪れなかったが、ウルグアイとの3位決定戦（3-2）で先発および初出場を飾り、90分フル出場してチームの3位入賞に貢献した。
2011-12シーズンにクラブで不振を見せていたものの、レーヴ監督の信頼は厚く2012年最初の試合となるフランス戦へ向けて招集される。同試合（1-2）では主将のフィリップ・ラームが負傷したこともあり代役として先発出場したが、対峙するマテュー・ドゥビュシーを抑えることが出来ず2失点に関与し、批判が集中した。その後パフォーマンスが向上することもなくUEFA EURO 2012の一員に選出されることはなかった。
それから1年近く遠ざかっていたが、2013年4月にエクアドルとアメリカとの親善試合に向けて招集され、5月29日にボカラトンでのエクアドル戦（4-2）で復帰を果たした。

## 私生活
カントリーポップグループMayor’s DestinyのベーシストであるAlessia Walchと交際している。

## 代表歴

### 出場大会
- ドイツ代表
  - 2010 FIFAワールドカップ

### 試合数
- 国際Aマッチ 12試合 0得点（2010年-2013年）[29]

| ドイツ代表 | 国際Aマッチ | 国際Aマッチ |
| 年         | 出場        | 得点        |
| ---------- | ----------- | ----------- |
| 2010       | 3           | 0           |
| 2011       | 6           | 0           |
| 2012       | 1           | 0           |
| 2013       | 2           | 0           |
| 通算       | 12          | 0           |

## タイトル

### 代表
ドイツ U-21代表
- UEFA U-21欧州選手権2009